# Tri Phú
Tri Phú là một xã thuộc tỉnh Tuyên Quang, Việt Nam.
Xã có diện tích 82,69 km², dân số năm 1999 là 3463 người, mật độ dân số đạt 42 người/km².